# Мас, Нельсон Себастьян
Нельсон Себастьян Мас (исп. Nelson Sebastián Maz Rosano; род. 20 ноября 1984, Дурасно, Уругвай) — уругвайский футболист, нападающий.

## Карьера

### Карьера в Уругвае
Мас воспитанник футбольной академии столичного «Пеньяроля». Он дебютировал за основную команду в возрасте 20 лет. Нельсон не смог закрепиться в «Пеньяроле» и в 2006 году вынужден был покинуть команду. В следующих двух клубах «Сентраль Эспаньол» и «Монтевидео Уондерерс» Мас не часто появлялся на поле и крайне редко забивал голы. В 2007 году он принимает решение покинуть родину и переехать в другой чемпионат.

### Карьера в Мексике
Летом 2007 года Нельсон принимает приглашение мексиканского клуба «Индиос», выступающего в Лиге Ассенсо. В новой команде Мас быстро становится ключевым футболистом. В своём первом сезоне нападающий стал лучшим бомбардиром команды и помог ей впервые в истории выйти в Премьеру. 26 июля 2008 года Нельсон дебютировал в высшем дивизионе чемпионата Мексики в матче против «Эстудиантес Текос». Вскоре он потерял место в основе и через полгода он вернулся в Лигу Ассенсо, выступать на правах аренды за «Дорадос». В сезоне Клаусуре Мас снова стал лучшим снайпером второго дивизиона, забив 15 мячей в 18 встречах.
В 2009 году Нельсон перешёл в «Некаксу», которой помог выйти в Примеру. Несмотря на достигнутые успехи Мас решил остаться в Лиге Ассенсо, подписав контракт с «Веракрус». 18 июля 2010 года в матче против «Лобос БУАП» он дебютировал в новой команде. 24 июля в поединке против «Универсидад Гвадалахара» Нельсон забил свой первый гол за клуб.

### «Леон»
В 2011 году Мас принимает приглашение «Леона». 8 августа в матче против своего бывшего клуба «Некаксы» Нельсон дебютировал в новой команде. В своём первом сезоне Мас вновь стал лучшим бомбардиром команды и в третий раз помог команде за которую он выступает, выйти в высший дивизион. 22 июля 2012 года Нельсон дебютировал за «Леон» в Примере во встрече против «Керетаро». По итогам Апретуры 2012 Нельсон помог Леону занять третье место в чемпионате и пробиться в розыгрыш Кубка Либертадорес, а сам нападающий с 8 мячами стал третьим бомбардиром Примеры.
23 января 2013 года в матче Кубка Либертадорес против чилийского «Мунисипаль Икике» Мас забил гол и помог «Леону» добиться ничьей.